# Trabea heteroculata
Trabea heteroculata là một loài nhện trong họ Lycosidae.
Loài này thuộc chi Trabea. Trabea heteroculata được Embrik Strand miêu tả năm 1913.